# Jezioro Wiejskie
Jezioro Wiejskie (kaszub. Wiejsczé Jezoro) – jezioro rynnowe położone na Równinie Charzykowskiej w regionie Kaszub zwanym Gochami (powiat bytowski, województwo pomorskie).

## Dane morfometryczne
Powierzchnia zwierciadła wody według różnych źródeł wynosi od 155,0 ha do 166,0 ha. do ha.
Zwierciadło wody położone jest na wysokości 161,4 m n.p.m. lub 161,3 m n.p.m. Średnia głębokość jeziora wynosi 5,5 m, natomiast głębokość maksymalna 9,2 m.
W oparciu o badania przeprowadzone w 2003 roku wody jeziora zaliczono do II klasy czystości.

## Hydronimia
Według urzędowego spisu opracowanego przez Komisję Nazw Miejscowości i Obiektów Fizjograficznych (KNMiOF) nazwa tego jeziora to Jezioro Wiejskie. W różnych publikacjach i na mapach topograficznych jezioro to występuje pod nazwą Łąckie.